# 我们的十年
《我们的十年》（英語：Days of Our Own），是一部于2016年上映的青春爱情电影。由赵丽颖、乔任梁、吴映洁、范逸臣、班嘉佳领衔主演，中国大陸于2016年9月2日上映。香港于2016年10月20日上映。主要演员之一乔任梁，于2016年9月16日因忧郁症自杀，本部电影成为遗作。

## 演员阵容

### 主要演员
| 演员姓名 | 角色名称 | 介绍              |
| 乔任梁   | 郭宇辰   | 男主角            |
| 趙麗穎   | 張靜依   | 陳伊諾 梁小藝好友 |
| 吳映潔   | 陳伊諾   | 張靜依 梁小艺好友 |
| 班嘉佳   | 梁小艺   | 陳伊諾 張靜依好友 |

### 客串演出
| 演员姓名 | 角色名称 | 介绍 |
| 范逸臣   | 杜浩     |      |
| 冯铭潮   | 卓峰     |      |